# 코네마라 국립공원

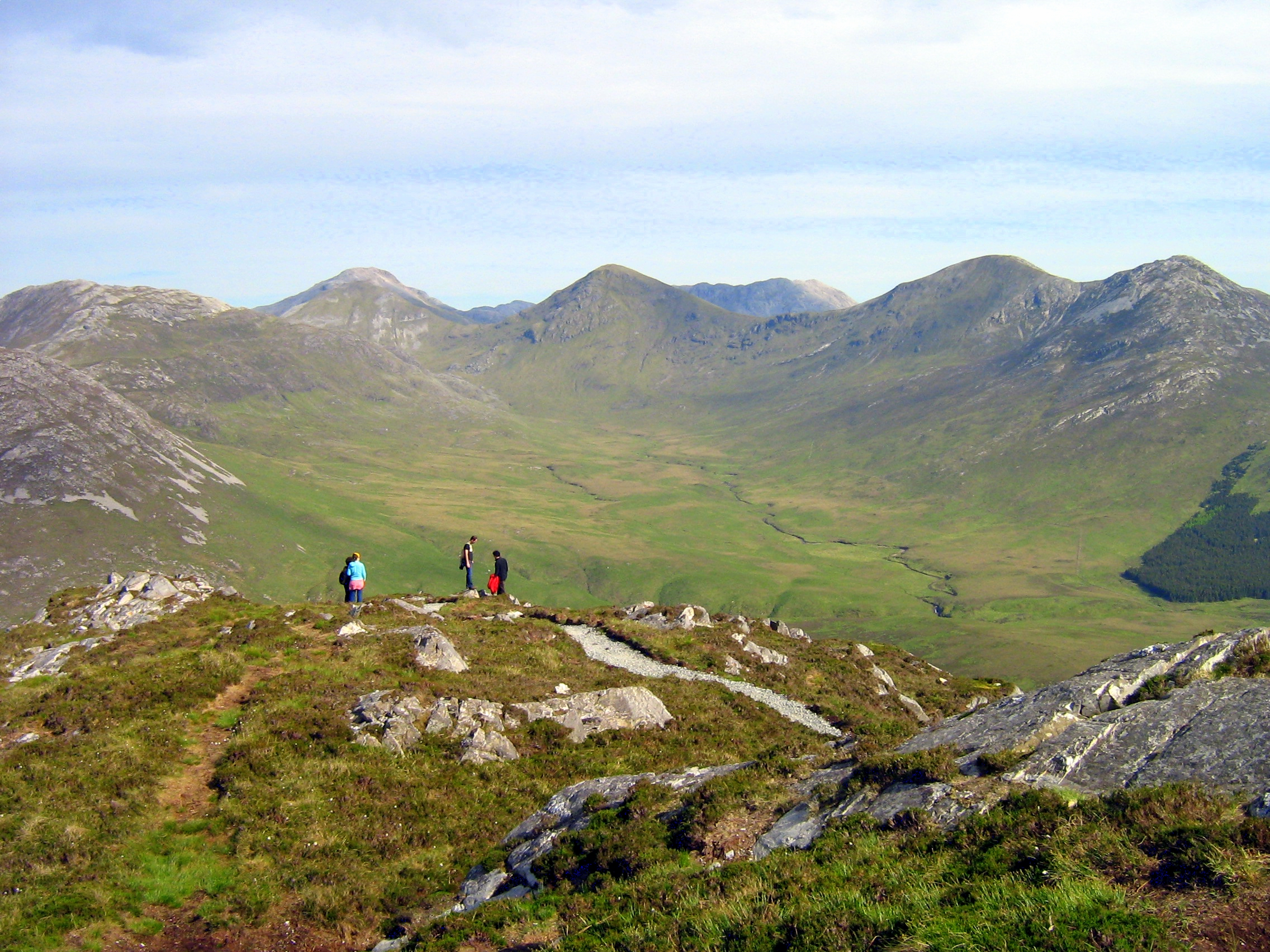

코네마라 국립공원(Connemara National Park, 아일랜드어: Páirc Naisiúnta Chonamara)은 국립공원 및 야생동물 관리국이 관리하는 아일랜드섬의 8개 국립공원 중 하나이다. 서해안의 골웨이주 코네마라(Connemara) 북서쪽에 위치하고 있다.

## 역사
코네마라 국립공원은 1980년에 설립되어 대중에게 공개되었다. 이 공원에는 2,000ha(4,900에이커)의 산, 습지, 황야, 초원 및 숲이 펼쳐져 있다. 입구는 레터프랙(Letterfrack)의 클리프덴(Clifden) 쪽에 위치해 있다. 공원 내에는 인간 거주의 흔적이 많이 남아 있다. 19세기 묘지와 4,000년 된 거석 궁중 무덤이 있다. 이 땅은 한때 카일모어 수도원(Kylemore Abbey) 사유지의 일부였다.